# ハタノヒヨコ
ハタノ ヒヨコ（11月8日 - ）は、日本の漫画家。東京都出身。血液型はO型。
2004年、「プチッと!」でなかよし新人まんが賞佳作を受賞し、『なかよしラブリー』（講談社）夏の号でデビュー。同期は菊井風見子・とぐさ壱耶。4コマ漫画を描いている。

## 作品リスト
- プチッと!（デビュー作）
- スウィート・ヴァレリアン（4コマ漫画版、なかよし本誌連載）
- ニーハオパオパオ（なかよし本誌・なかよしラブリー連載）
- ふあふあコットン（本誌・なかよしラブリー連載）
- チェリー&ベリー（幼児向け雑誌・おともだち、おともだちピンク、たの幼ひめぐみ（9、10号のみ）連載）
- Go!Go!なかよし団（なかよし本誌連載）

| スタブアイコン | サブスタブ | この項目は、まだ閲覧者の調べものの参照としては役立たない、漫画家・漫画原作者に関連した書きかけの項目です。この項目を加筆・訂正などしてくださる協力者を求めています（P:漫画/PJ:漫画家）。 |